# Karlheinz Deschner
Karlheinz Deschner, pseudônimo de Karl Heinrich Leopold Deschner (Bamberg, 23 de maio de 1924 — Haßfurt, 8 de abril de 2014), foi um escritor e historiador alemão. Ficou famoso com sua série de dez livros "História criminal do cristianismo" publicadas entre 1986 e 2013. Também escreveu duas novelas, dois aforismos, quatro livros de críticas sociais e dois de críticas literárias.

## Carreira
Karlheinz Deschner publicou romances, crítica literária, ensaios, aforismos e crítica histórica da religião e da Igreja. Ao longo dos anos, ele deu mais de 2 000 palestras públicas.
Em 1971, ele foi chamado perante o tribunal em Nuremberg, acusado de "Insultos contra a Igreja", mas foi absolvido. Fora da Alemanha, suas obras permaneceram em grande parte inéditas até os anos oitenta, quando versões traduzidas (quando necessário) foram publicadas na Espanha, Suíça, Itália e Polônia. (A quarta parte de The Cock Crowed Once Again foi traduzida para o norueguês e publicada em 1972).
Deschner trabalhou em sua ambiciosa História Criminal do Cristianismo de 1970 a 2013. Ele não tinha bolsas de pesquisa oficiais, honorários, estipêndios, emolumentos ou cargos oficiais, mas foi apoiado financeiramente por alguns amigos e leitores. Seu amigo e patrono Alfred Schwarz pôde comemorar o aparecimento do Volume 1 em setembro de 1986, mas não viveu para ver o Volume 2 chegar à publicação. O empresário alemão Herbert Steffen, fundador da humanística Fundação Giordano Bruno, continuou a apoiar o trabalho de Deschner. Em 1989, a revista semanal alemã Der Spiegel publicou uma recensão dos dois primeiros volumes. O artigo foi escrito por Horst Herrmann, ex-professor de direito da Igreja na Universidade de Münsterque deixou a Igreja Católica em 1981.

## Obras
Dentre seus escritos, algumas de suas mais populares obras foram:
- A política dos papas no século XX, volume I (1878-1939). Editorial Yalde. ISBN 84-87705-15-4
- A política dos papas no século XX, volume II (1939-1995). Editorial Yalde. ISBN 84-87705-23-5
- Opus diaboli (14 ensaios sobre o trabalho na viña do Senhor). Editorial Yalde. ISBN 84-404-6107-0
- História sexual do cristianismo. Editorial Yalde. ISBN 84-87705-09-X
- O anticatecismo. Duzentas razões contra a Igreja e a favor do mundo. (com Horst Herrmann). Editorial Yalde. ISBN 84-87705-31-6
- O credo falsificado. Editorial Txalaparta. ISBN 84-8136-316-2
- Historia criminal do cristianismo em 10 volumes:
  - Volume I: A Origem, do paleocristianismo até a queda de Constantinopla.. Editorial Martínez Roca. ISBN 84-270-1458-9 ) .
  - Volume II: A época patrística e a consolidação do primado de Roma. Editorial Martínez Roca. ISBN 84-270-1493-7 ) .
  - Volume III: A partir da queixa Leste até o final do período de Justiniano . Editorial Martínez Roca. ISBN 84-270-1561-5 ) .
  - Volume IV: A Igreja Antiga: falsificações e fraude . Editorial Martínez Roca. ISBN 84-270-1630-1 ) .
  - Volume V: A Igreja Antiga: Combate aos pagãos e ocupações de poder  . Editorial Martínez Roca. ISBN 84-270-1750-2 ) .
  - Volume VI: Alta Idade Média: A Era dos merovíngios . Editorial Martínez Roca. ISBN 84-270-1919 - X ) .
  - Volume VII: Idade Média: A ascensão da dinastia carolíngia . Editorial Martínez Roca. ISBN 84-270-1920-3 ) .
  - Volume VIII: Século IX: A partir de Luís, o Pio às primeiras lutas contra os sarracenos . Editorial Martínez Roca. ISBN 84-270-2296-4 ) .
  - Volume IX: Século X: A invasão da Normandia até a morte de Otto III  . Editorial Martínez Roca. ISBN 84-270-2299-9 ) .
  - Volume X: Do Imperador Henry II, o sagrado, ate o fim da terceira cruzada. . Editorial Martínez Roca. ISBN 84-270-2299-9 ) .

Sua última obra é Historia criminal do cristianismo. Do século XVIII e as perspectivas para o consequências. Reis por graça de Deus e declínio do papado.